# Matamore (commedia dell'arte)
Pour les articles homonymes, voir Matamore.
 (février 2014).
Si vous disposez d'ouvrages ou d'articles de référence ou si vous connaissez des sites web de qualité traitant du thème abordé ici, merci de compléter l'article en donnant les références utiles à sa vérifiabilité et en les liant à la section « Notes et références ».
Cet article possède un paronyme, voir Matador.

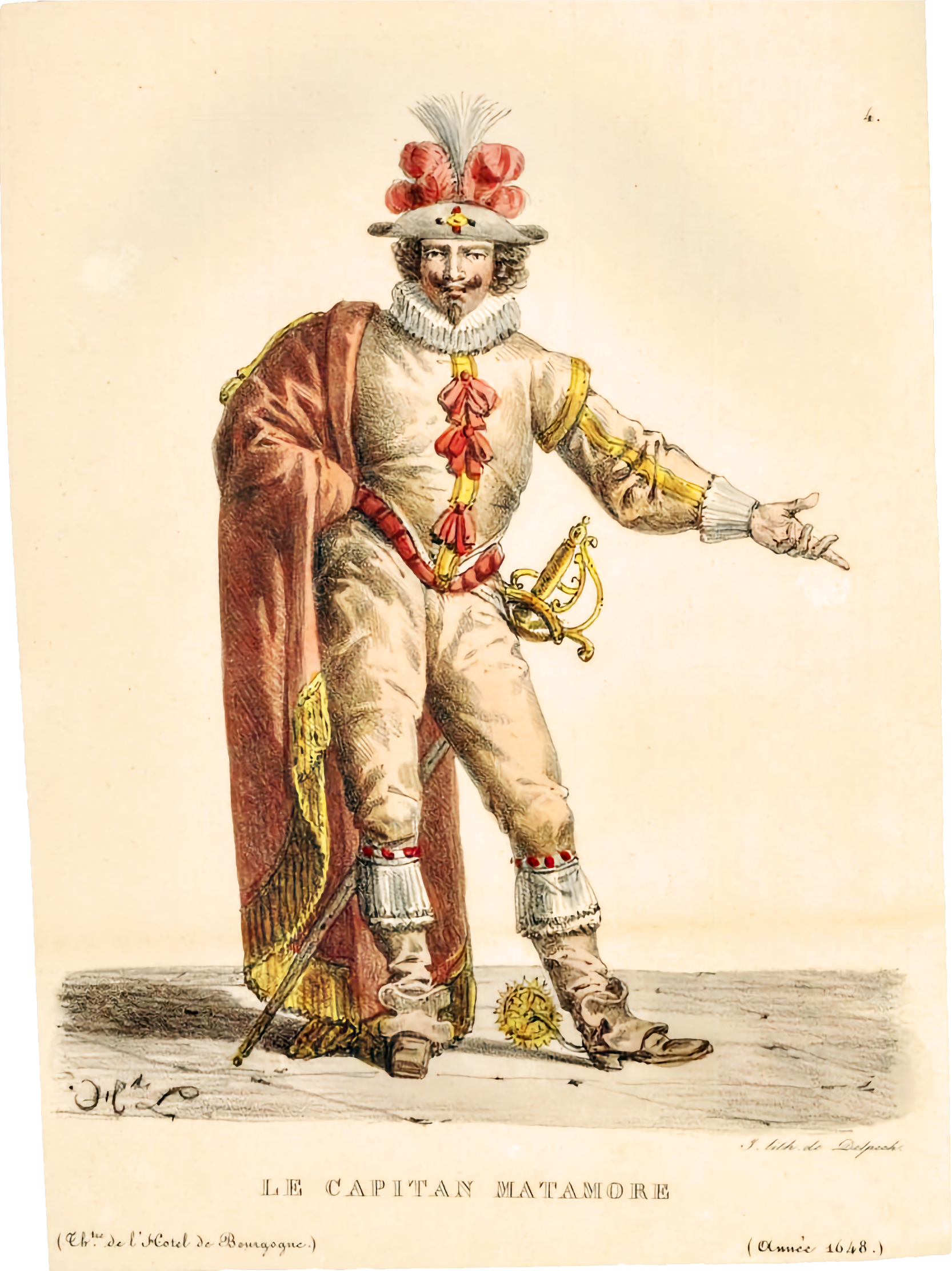
Lithographie de Delpech d’après Hippolyte Lecomte.

Matamore (de l'espagnol mata moros, « tueur de Maures ») est un personnage de la commedia dell'arte.
Comme le  Capitan, c'est une des formes du Miles gloriosus de Plaute, soldat fanfaron, se targuant d'exploits qu'il n'a pas réalisés et qui au fond n'est qu'un poltron.
Il porte des vêtements bigarrés et des accessoires, épée et chapeau, de taille exagérée qui dénotent le côté bouffon du personnage.

## Dans la littérature
Le personnage du soldat pleutre mais fanfaron apparaît plusieurs fois dans le théâtre de William Shakespeare. Paroles (Tout est bien qui finit bien) et Pistol (Henry IV) sont considérés comme des avatars de ce personnage. Falstaff emprunte aussi au matamore ses rodomontades et sa couardise sur le champ de bataille. L'Illusion comique de Pierre Corneille met en scène un personnage de matamore nommé Matamore. 
Dans Le Capitaine Fracasse, Théophile Gautier met en scène une troupe de comédiens ambulants qui enterre son matamore. Amoureux de la comédienne qui joue Isabelle, le jeune baron de Sigognac (lui-même stéréotype du cadet de Gascogne impécunieux qui est un des avatars du matamore) rejoint la troupe et prend la place du défunt sous le pseudonyme de Capitaine Fracasse. 

### Autres
Le personnage de Steiner dans le jeu vidéo Final Fantasy IX est directement inspiré de Matamore.